# Eumenes belfragei
Eumenes belfragei är en stekelart som beskrevs av Cresson 1872. Eumenes belfragei ingår i släktet krukmakargetingar, och familjen Eumenidae. Inga underarter finns listade i Catalogue of Life.